# Francisco Tettamancy
Francisco Tettamancy Gastón (La Coruña; 10 de octubre de 1854 - La Coruña, 15 de mayo de 1921) fue un escritor en lengua gallega y castellana.

## Trayectoria
Huérfano de padre, tuvo que emigrar de muy pequeño a Argentina, aunque según Carré Aldao “el cariño de la madre y la tierra” enseguida lo traerían de vuelta para su cuna natal. Ya en La Coruña entró a trabajar cómo administrativo al servicio de la Diputación Provincial y en 1899 obtuvo el título de profesor mercantil en la Escuela Superior de Comercio de La Coruña, con una meritoria memoria de grado sobre la historia comercial de la villa.
Pariente político e íntimo amigo de Eugenio Carré Aldao, participó con regularidad en las célebres tertulias de la Cova Céltica, que se desarrollaban por las tardes en los locales de la Librería Regional de Carré. 
Fue parte de la redacción del importante periódico regionalista coruñés Revista Gallega, que dirigía Galo Salinas, y con su propio nombre o con su seudónimo firmó artículos (tanto en prosa gallega cómo castellana) y poesías (siempre en gallego) en muchas publicaciones de La Coruña, de Galicia, de España y de la emigración gallega en América. Fue vocal de la asociación regionalista Liga Gallega en La Coruña y un destacado impulsor del monumento Mártires de Carral. En 1904 constituyó, con otros 42 socios, la Asociación de la Prensa de La Coruña, y fue miembro fundador y numerario de la primera Real Academia Gallega (1905-1906), institución en la que trabajó hasta su muerte.

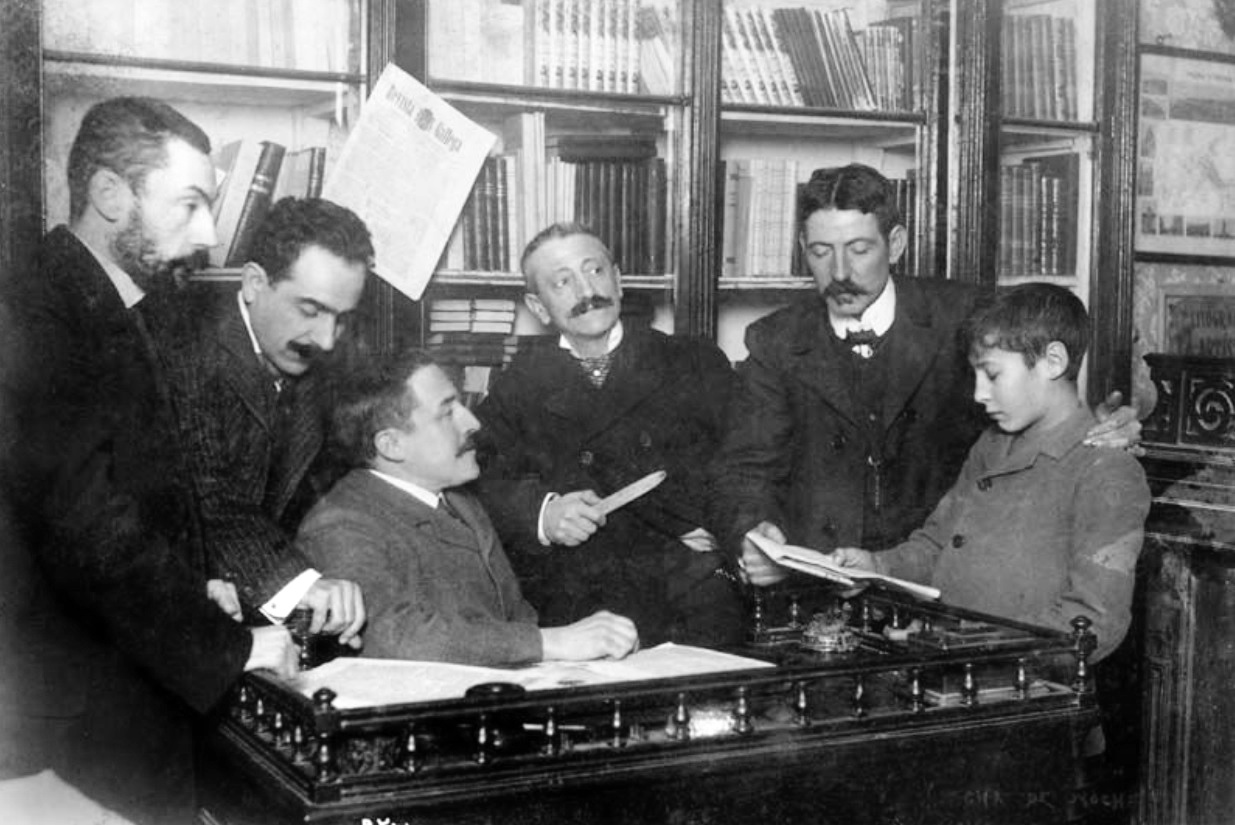
Tettamancy (el adulto de la derecha de todo) con el consejo de redacción de la Revista Gallega.

En la sede de la ya denominada Real Academia Gallega tendrá lugar en el 17 o 18 de mayo de 1916 la reunión constituyente de la Hirmandá de Amigos da Fala de La Coruña, origen de las Irmandades da Fala, hallándose entre los asistentes a la misma Antón y Ramón Villar Ponte, Eugenio Carré Aldao, Florencio Vaamonde, Manuel Lugrís Freire, Luis Porteiro Garea, Manuel Banet, F. Tettamancy y otros más. Como propagandista de estas Irmandades, Tettamancy participó, entre otras actividades, en el histórico meeting galleguista celebrado en Lugo en el 28 de enero de 1917.
En lengua castellana escribió varios manuales muy bien documentados relativos a la historia de Galicia.
Entre otros méritos fue correspondiente de la Real Academia de la Historia y de la Real Academia de Bellas Artes de San Fernando, y condecorado por otras varias instituciones.
Persona muy apreciada en el ambiente cultural de su tiempo, el entierro de Francisco Tettamancy constituyó una extraordinaria manifestación de dolor ciudadano, y en 1962 la cámara municipal coruñesa otorgaría su nombre a una calle.

## Obras en lengua gallega

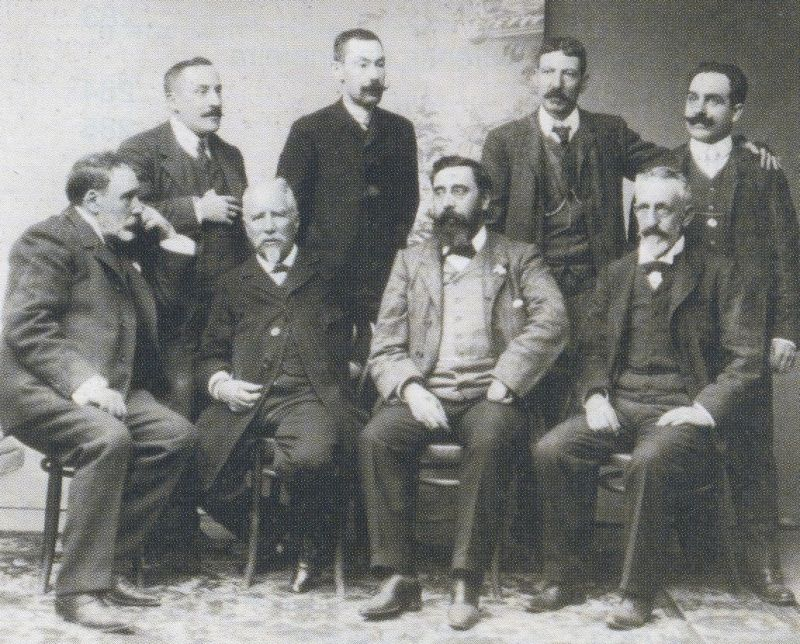
De pie, de izquierda a derecha, Eugenio Carré Aldao, Florencio Vaamonde, Francisco Tettamancy y Eladio Rodríguez González. Sentados, José Ogea, Manuel Murguía, Manuel Curros Enríquez y Andrés Martínez Salazar, en La Coruña, en octubre de 1904.

Además de artículos y poemas en la prensa, Tettamancy publicó en gallego varios libros de poesía y ensayo:
- Enredadas. Poesías (1902): Libreiría Regional de Euxenio Carré, La Coruña.
- O castro de Cañás; Diego de Samboulo (Leyenda histórica). Poemetos (1903): Libreiría Regional de Euxenio Carré, LA Coruña – Tipografía de Xan A. Menéndez, Lugo.
- Boicentril. O druidismo e o celtismo gallegos. A Epopeya irlandesa (1912): Imprenta y Fotograbado de Ferrer, La Coruña.
- Víctor Said Armesto (1917): Imprenta Obrera, La Coruña.
- O castro de Cañás (Boicentril) (1919): 2ª ed. corr. e aum., en ¡Terra a nosa! Suplemento de El Noroeste (20/2/1919), vol. 2, La Coruña.

## Obras en lengua castellana
En español publicó, además de artículos periodísticos, varios manuales históricos sobre temas gallegos:
- Apuntes para la historia comercial de La Coruña (1900): Tipografía El Noroeste de J. Fdez. García – Librería Regional de E. Carré Aldao, La Coruña.
- La revolución gallega de 1846 (1908): Librería Regional de E. Carré, La Coruña.
- Britanos y galos (Páginas de la Guerra de la Independencia) 1808-1809 (1910): Imprenta y Fotograbado de Ferrer, La Coruña.
- Batallón Literario de Santiago: Diario de campaña (años 1808 al 1812) (1910): Imprenta y Fotograbado de Ferrer, La Coruña.
- Los Mártires de Carral (1912): Imprenta y Fotograbado de Ferrer, La Coruña.
- La torre del homenaje del castillo de Villalba (1913): Imprenta y Fotograbado de Ferrer, La Coruña.
- La torre de Hércules. Impresiones acerca de este antiquísimo faro bajo su aspecto histórico y arqueológico (1920): Litografía e Imprenta Roel, La Coruña.

No llegó a publicar completo otro manual, Rianjo-Altamira, de la que adelantó varios capítulos en diferentes periódicos.